# Guy Ecker
Guy Frederick Ecker (São Paulo , 9 de fevereiro de 1959) é um ator brasileiro que atua na televisão mexicana. É famoso por seus papéis em telenovelas, geralmente como protagonista. Participou de algumas pequenas produções em Hollywood, dentre elas Malevolent, como o detetive corrupto Al Voss. Participou também do filme Only The Brave, como o soldado americano Robert King.

## Biografia
Nascido e criado na capital paulista, é o terceiro filho do casal norte-americano Marion e Bob Ecker; seus irmãos são Jon, Eve, Amy e Lia. Ele morou no Brasil até os 17 anos, quando resolveu estudar no exterior, mais precisamente nos Estados Unidos, se tornando bacharel em Negócios Internacionais pela Universidade do Texas. Durante sua infância também chegou a viver em Colômbia, Venezuela e México. É fluente em inglês, português e espanhol.

## Carreira
Alguns anos depois de se formar, decidiu se tornar ator, começando por um comercial do McDonald's. Seu primeiro papel televisivo foi na novela colombiana Café, com Aroma de Mulher, que se seguiu com Guajira. Em seguida foi pro México, começando por A Mentira.
Foi pioneiro em apresentar a primeira webnovela Vidas Cruzadas em parceria com o seu par romântico em A Mentira, Kate del Castillo, modificando todos os recordes de audiência. Além de protagonizarem, produziram através de sua empresa Amistad Productions na qual são sócios Carlos Sotomayor e a própria Kate del Castillo.

## Vida pessoal
Em 2000, casou com a ex-modelo mexicana Estela Sainz. O casal tem 3 filhos: Liam, Kaela e Sofia. Guy é pai do ator Jon-Michael Ecker (nascido em 1983) de um relacionamento anterior. Neste momento Guy Ecker está separado de Estela Sainz.

## Filmografia

### Telenovelas
- Parientes a la fuerza (2021) ... George Cruz
- El señor de los cielos (2018) ... Joe Navarro[3]
- Por siempre mi amor (2014) ... Arturo de la Riva
- Rosario (2012–2013) ... Alejandro Montalbán
- Corazón apasionado (2011) ... Armando Marcano
- Eva Luna (2010–2011) ... Daniel Villanueva
- Heridas de amor (2006) ... Alejandro Luque Buenaventura
- Salomé (2001) ... Julio Montesino
- La mentira (1998) ... Demetrio Assunção
- Guajira (1996) ... Helmut Heidenberg
- Café com aroma de mulher (1994) ... Sebastian Vallejo

### Cinema
- Artemio Arteaga y la santa hermandad (2007)
- La otra raya del Tigre (1993, filme)
- Night Terror Movie (1989) ... Rick
- The Devil Wears White (1986, filme)
- Streets of Death (1986, filme)
- Blood Money (1985, filme)

### Webnovela
- Vidas Cruzadas (2009) ... Daniel Aragon

### Série
- Las Vegas (2003) ... Luis Perez